# John Cabell Breckinridge
Pour les articles homonymes, voir Breckinridge.
John Cabell Breckinridge (16 janvier 1821 - 17 mai 1875) est un juriste, représentant à la Chambre et au Sénat du Kentucky. Il est le quatorzième vice-président des États-Unis, général de l’armée des États confédérés durant la guerre de Sécession et le dernier ministre de la guerre confédéré. Breckinridge est le plus jeune vice-président de l’histoire des États-Unis, n’ayant que 36 ans lors de sa prise de fonction. Paradoxalement, on se souvient probablement plus de lui comme du commandant confédéré de la bataille de New Market à laquelle de nombreux cadets du Virginia Military Institute participèrent du côté sudiste. Il est le père du diplomate et membre du congrès Clifton R. Breckinridge (en).

## Jeunesse et politique
Breckinridge, petit-fils du sénateur et ministre de la justice John Breckinridge est né à Cabell’s Dale près de Lexington dans le Kentucky. Il est diplômé du Centre College (en) à Danville en 1839, étudie plus tard au College of New Jersey (désormais Princeton), puis à l’Université Transylvania à Lexington. Il est admis au barreau en 1840 et déménage à Burlington dans l’Iowa mais revient bientôt et commence à pratiquer le droit à Lexington. En 1843, il épouse Mary Cyrene Burch. Breckinridge est major du 3e régiment de volontaires du Kentucky durant la guerre américano-mexicaine en 1848.
Il est membre de l’assemblée législative du Kentucky (Parti démocrate) en 1849 et est ensuite élu à la Chambre des représentants (du 4 mars 1851 au 3 mars 1855). Breckinridge ne se présente pas à la réélection ; il est nommé ambassadeur en Espagne par le président Franklin Pierce mais décline cette proposition. En 1856, il est élu vice-président des États-Unis sur le ticket démocrate avec James Buchanan. Il est le plus jeune vice-président de l’histoire des États-Unis, étant élu à l’âge de 35 ans, le minimum requis par la constitution.
Breckinridge est candidat à la présidence en 1860, nommé par la faction sudiste du Parti démocrate soutenu par le président démocrate sortant Buchanan. Il obtient 18,1 % des voix, ce qui le place troisième des quatre participants, mais second en nombre de grands électeurs le soutenant. Il remporte les États du sud grâce à son programme pro-esclavage; il ne parvient pas à gagner de solides majorités dans les États frontaliers dont certains sont remportés par Douglas, le candidat démocrate du nord ou par John Bell, le candidat du Parti de l'Union constitutionnelle qui remporte l’État natal de Breckinridge, le Kentucky. Dans les États du nord, Breckinridge n'a pratiquement aucun soutien sauf en tant que candidat du président sortant, ce qui lui permet de surpasser Douglas en Pennsylvanie et de remporter le Delaware. Il fait un score comparable à celui de Douglas dans le Connecticut. L’élection est remportée par Abraham Lincoln.
Il est élu représentant du Kentucky au Sénat où il sert du 4 mars 1861, jusqu’à son exclusion par une résolution du 4 décembre 1861 motivée par son soutien au sud sécessionniste. Craignant d’être arrêté, il fuit pour la Confédération. Contrairement à d'autres leaders confédérés tels que Robert Lee qui obéissent à la volonté de leurs États, Breckinridge lui est en désaccord avec le Kentucky dont l’assemblée a choisi de rester dans l’Union.

## Guerre de Sécession
Breckinridge entre dans l’armée des États confédérés durant la guerre civile américaine en tant que général de brigade (brigadier general) et devient bientôt général de division (major general), originellement commandant la 1re brigade du Kentucky (surnommée la « brigade orpheline » car composée d’hommes se sentant orphelins d’un État ne supportant pas la confédération). Il prend part à de nombreuses batailles du théâtre occidental de la guerre de Sécession (entre le Mississippi et les Appalaches) à commencer par la bataille de Shiloh où il est blessé. Il sert en tant que commandant indépendant dans la vallée du bas-Mississippi, sécurisant le contrôle des confédérés sur la zone en prenant Port Hudson. Breckinridge se distingue plus tard à la bataille de la Stones River et à la bataille de Chickamauga bien que ses troupes soient mises en déroute par une attaque unioniste à la bataille de Chattanooga.
Breckinridge déteste le général Braxton Bragg, le commandant de l’Armée du Tennessee. Il le considère comme incompétent, un point de vue partagé par de nombreux autres officiers confédérés. De plus, Breckinridge pense que Bragg traite ses troupes du Kentucky de manière injuste. Durant toute la guerre, Breckinridge ressent un fort besoin personnel de veiller au bien-être de ses compatriotes du Kentucky. De son côté, Bragg le méprise et tente de saper sa carrière en l’accusant d’être alcoolique. À Stones River le 3 janvier 1863, Bragg ordonne à la division de Breckinridge de lancer une attaque quasi-suicidaire sur les lignes ennemies. Il survit à l’attaque mais sa division subit de lourdes pertes. Breckinridge est dévasté par le désastre. Il a perdu presque un tiers de ses troupes du Kentucky. Alors qu’il chevauche parmi ses hommes, il crie inlassablement « My poor Orphans! My poor Orphans! »
Au début de 1864, Breckinridge est transféré sur le théâtre oriental de la guerre de Sécession (Virginie, Maryland, Virginie-Occidentale D.C. et la côte de la Caroline du Nord) et chargé des forces confédérées de la vallée de Shenandoah. Il prend brièvement le commandement du département du trans-Allegheny du 25 février au 23 mai 1864 Il remporte une victoire décisive contre des forces supérieures de l’Union à la bataille de New Market, durant laquelle se déroule la fameuse charge des cadets du Virginia Military Institute. Peu après, Breckinridge renforce l’armée de Virginie du Nord du général Robert Lee et joue un rôle important à la bataille de Cold Harbor où ses troupes repoussent une puissante attaque de l’Union.
Durant l’été, Breckinridge participe au raid de Early sur Washington, remontant la vallée de la Shenandoah vers le nord et traversant le Maryland. Il combat à la bataille de Monocacy au début de juillet et est avec Early quand les confédérés testent les défenses de Washington, D.C.. Étant donné que Lincoln regarde les combats depuis les remparts de fort Stevens, c'est la seule fois de l’histoire des États-Unis où deux adversaires d’une élection présidentielle se retrouvent plus tard face à face sur un champ de bataille.
À la suite de ses services sous le commandement de Early, Breckinridge prend en septembre le commandement de forces dans le sud-ouest de la Virginie où la confusion règne parmi les confédérés. Il réorganise le département/détachement et conduit un raid dans le nord-est du Tennessee. Après une victoire à la bataille de Saltville, Breckinridge découvre que des troupes confédérées ont tué des soldats noirs de l'Union qui étaient prisonniers le matin suivant la bataille, un incident qui le choque et le met très en colère. Il essaye de faire arrêter et juger le commandant responsable, Felix Robertson mais n'y parvient pas avant la désintégration de la Confédération.
Il commande le département de l'est du Tennessee et de Virginie du sud-ouest du 27 septembre 1864 au 20 février 1865.
À la mi-novembre 1864, Breckinridge mène un raid dans le nord-est du Tennessee, repoussant les forces d'Alvan C. Gillem vers Knoxville à la suite de la bataille de Bull's Gap. Les 17 et 18 décembre, il fait face à une attaque double de la cavalerie de l'Union sous les ordres du major général George Stoneman lors de la bataille de Marion en Virginie. Sérieusement submergé sur chaque flanc, Breckinridge résiste aux forces de Stoneman jusqu'à ce que ses forces soient à court de munitions. Les forces deStoneman parviennent alors à endommager les salines confédérées, les mines de plomb et les voies ferrées de la région, et détruisent les dépôts de ravitaillement à Bristol et Abingdon. Finalement, lorsque ses forces reçoivent des munitions après trois jours, Breckinridge parvient à repousser Stoneman – dont les hommes sont maintenant à court de munitions – hors de la région.
Le 6 février 1865, Breckinridge est nommé ministre de la guerre, un poste qu'il occupera jusqu'à la fin de celle-ci. L'une des premières actions de Breckinridge à ce poste est de persuader de limoger Lucius B. Northrop du poste de commissaire général confédéré et de le remplacer par Isaac St. John. Breckinridge voit que continuer la résistance serait inutile de la part de la Confédération et travaille à poser les bases d’une reddition honorable malgré le désir féroce de Jefferson Davis de continuer le combat.
Durant le chaos de la chute de Richmond début avril 1865, Breckinridge s'assure que les archives confédérées, tant gouvernementales que militaires, ne soient pas détruites mais plutôt saisies intactes par les forces de l’Union. Il s'assure ainsi que l'effort de Guerre des confédérés ne soit pas oublié par l’Histoire, un geste à long terme typique de sa personnalité.
Lorsque la confédération s’effondre, Breckinridge accompagne Davis pendant la fuite depuis la Virginie tout en assistant le général Joseph E. Johnston pour ses négociations de reddition avec William Sherman. Breckinridge continue à essayer de persuader Davis que continuer la résistance ne mènerait qu’à accroître le nombre de vies perdues mais ressent également le devoir de protéger le président du danger. Finalement, ils seront séparés dans la confusion du voyage.

## Après la guerre
Breckinridge craint d’être jugé pour trahison par le gouvernement des États-Unis et se résout à fuir le pays. Lui et un petit groupe d’hommes font voile depuis la Floride vers Cuba. Il se rend ensuite au Royaume-Uni, au Canada puis de nouveau au Royaume-Uni. Il revient à Lexington (Kentucky) en mars 1869 après avoir été amnistié et reprend la pratique du droit. Il refuse de reprendre un rôle actif en politique mais s’exprime fortement contre le Ku Klux Klan. Il devient vice-président de la « Elizabethtown, Lexington, and Big Sandy Railroad Company ». Il meurt à Lexington où il est enterré.
Breckinridge avait de bonnes raisons de craindre des poursuites pour trahison. En 1863, des rumeurs prématurées sur sa mort poussent le New York Times à publier ce qui est sans doute la plus injurieuse des nécrologies à propos d’un élu national américain.
Les villes de Breckenridge (Colorado), Breckenridge (Minnesota) et Breckenridge (Texas), bien qu'ayant une orthographe différente, ont été nommées en l’honneur du vice-président.